# Sportives de Reims
Les Sportives de Reims était un club de football féminin de la ville de Reims actif dans les années 1920. Le club est créé après une exhibition des Sportives de Paris dans la ville en juin 1920.
Les Sportives de Reims sont vice-championnes de France en 1921, 1922 et 1923. L'équipe disparaît à la fin de l'année 1925 par manque de moyens ; elle s'était pourtant inscrite pour la Coupe de France début décembre avant de déclarer forfait,.